# Bäckmora
Bäckmora är en plats i Enångers socken i östra Hälsinglands kustland. Det tillhör Gävleborgs län och Hudiksvalls kommun.

## Sevärdheter & händelser
Sista söndagen innan midsommar är det Kännasöndag på Kännavallen (Tjännavallen), en fäbodvall.